# Cruzador protegido

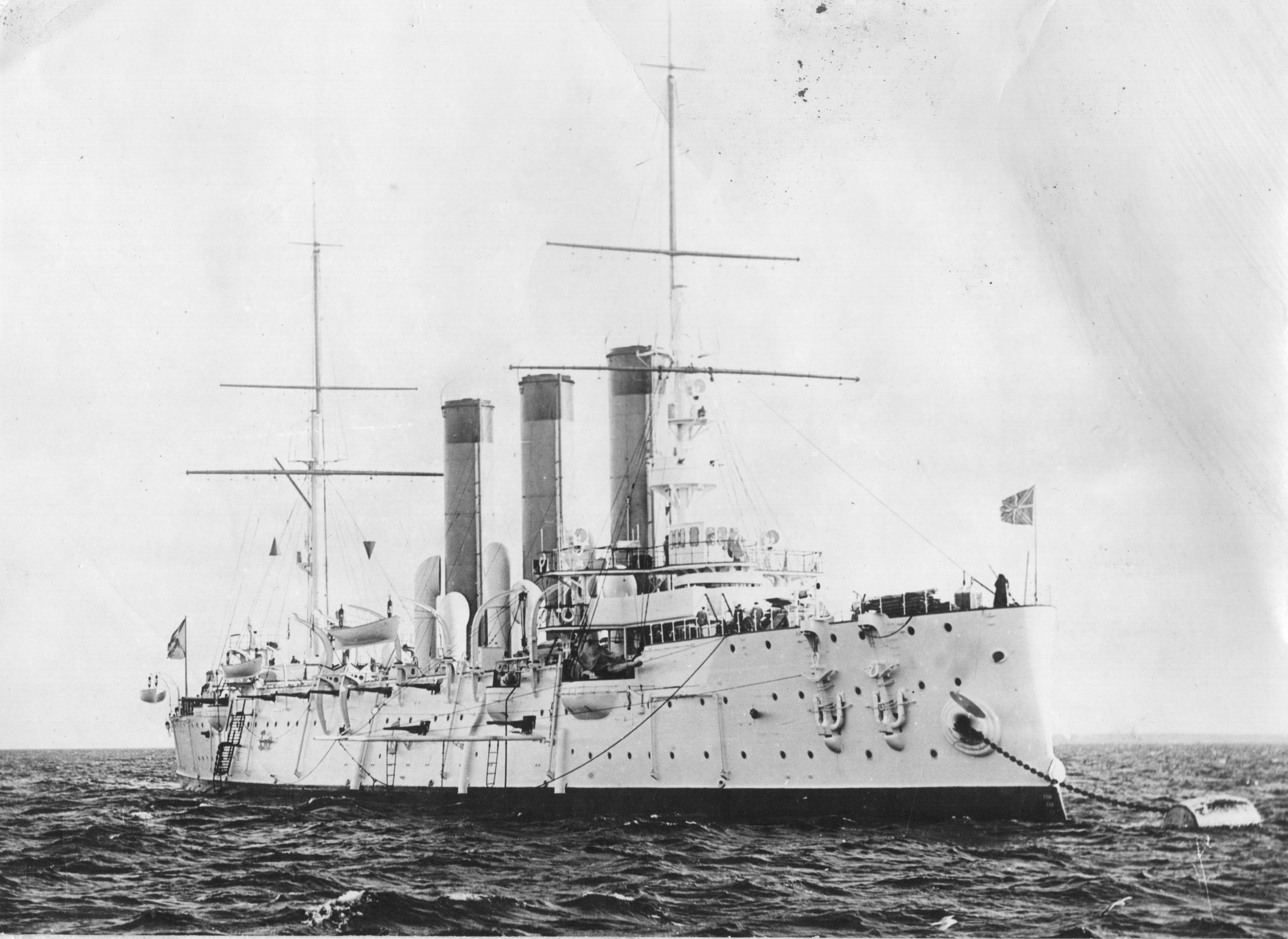
Cruzador protegido russo Diana - 1897.

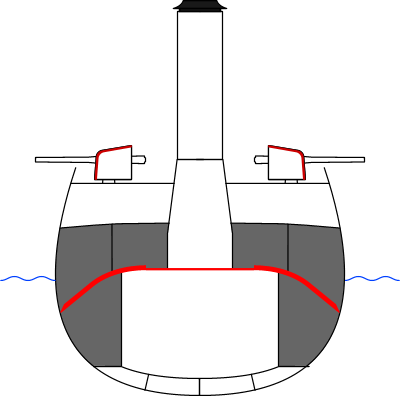
Esquema de uma secção típica de um cruzador protegido. A vermelho é mostrada a blindagem do convés e dos escudos das peças de artilharia. A cinzento são mostrados os depósitos de carvão colocados de modo a oferecerem uma proteção adicional.

O cruzador protegido foi um tipo de cruzador do final do século XIX e do início do século XX, assim conhecido pelo fato do seu convés blindado oferecer proteção contra estilhaços de granadas, à casa das máquinas e outros locais vitais do navio. No entanto, os cruzadores protegidos tinham uma menor proteção que os cruzadores couraçados, já que estes tinham uma cinta couraçada ao longo dos seus flancos, que também lhes protegia os cascos.
Enquanto que o cruzador couraçado evoluiu para o cruzador de batalha, o cruzador protegido é considerado o antecedente do cruzador ligeiro e do cruzador pesado.

## Caraterísticas do projeto
Depois da introdução da granada explosiva, os navios de guerra passaram a necessitar de proteção adicional, sendo introduzidos os cruzadores protegidos, a partir da década de 1880.
Num cruzador protegido, a blindagem era colocada nos seus convés, dentro do navio, de modo a proteger as caldeiras e as máquinas a vapor.
Normalmente, os cruzadores protegidos dispunham de um deslocamento típico que ia das 2500 t às 7000 t, sendo armados com, até, 12 peças de artilharia com calibres entre os 100 mm e os 152 mm. Atingiam velocidades de 18 nós a 23 nós.
O primeiro cruzador protegido do mundo foi o navio de guerra chileno Esmeralda, lançado em 1883. Construído pelo estaleiro naval britânico da Armstrong em Elswick, o Esmeralda foi o precursor de uma série de cruzadores protegidos construídos no mesmo local e que ficaram conhecidos pelos "Cruzadores de Elswick". O seu castelo de proa, castelo de proa e convés de madeira forma removidos e substituídos por um convés blindado. O armamento do Esmeralda consistia em peças de 254 mm à proa e à popa e em peças de 152 mm a meio navio. Podia atingir uma velocidade de 18 nós, sendo propulsada apenas a vapor (não dipondo de velame). O seus deslocamento era inferior a 3000 toneladas. Durante as duas décadas seguintes, este tipo de cruzador tornou-se na fonte de inspiração para a combinação de artilharia pesada, alta velocidade e reduzido deslocamento. 
Curiosamente, a própria Royal Navy não incorporou nenhum dos Cruzadores de Elswick. Entre a década de 1880 e 1905, esta marinha classificou os seus cruzadores como de primeira, segunda ou terceira classes, construindo um grande número deles para proteção da navegação mercante. Durante esta época, a maioria destes cruzadores foi construída seguindo um modelo de poteção dos seus cascos do tipo "protegido" e não tanto do tipo "couraçado". Os cruzadores de 1ª classe eram tão grandes e tão bem armados como os cruzadores couraçados, sendo construídos como uma alternativa a estes, nas décadas de 1880 e 1890. Os cruzadores protegidos de 2ª classe eram menores, com um deslocamento entre as 3000 t e as 5500 t, sendo importantes tanto nas tarefas de proteção ao comércio como nas de exploração em proveito da esquadra. Os cruzadores de 3ª classe eram menores, não possuindo casco de duplo fundo, sendo usados primariamente na proteção do comércio, apesar de alguns terem sido construídos como escoltas da esquadra ou como cruzadores torpedeiros.
Na década de 1910 a qualidade das placas de blindagem começou a melhorar e foram introduzidas turbinas a vapor, mais leves e potentes que as anteriores máquinas recíprocas. Os cruzadores protegidos existentes até então tornaram-se obsolescentes, uma vez que eram mais lentos e menos protegidos que os novos navios. Foram introduzidas caldeiras a óleo, tornando dos depósitos de carvão desnecessários e perdendo-se a proteção que os mesmos davam. Os cruzadores protegidos foram substituídos pelos cruzadores ligeiros que além do convés blindado também dispunham de uma cinta blindada. Os cruzadores ligeiros, mais tarde, deram origem aos cruzadores pesados.

## Cruzadores protegidos na Marinha Portuguesa

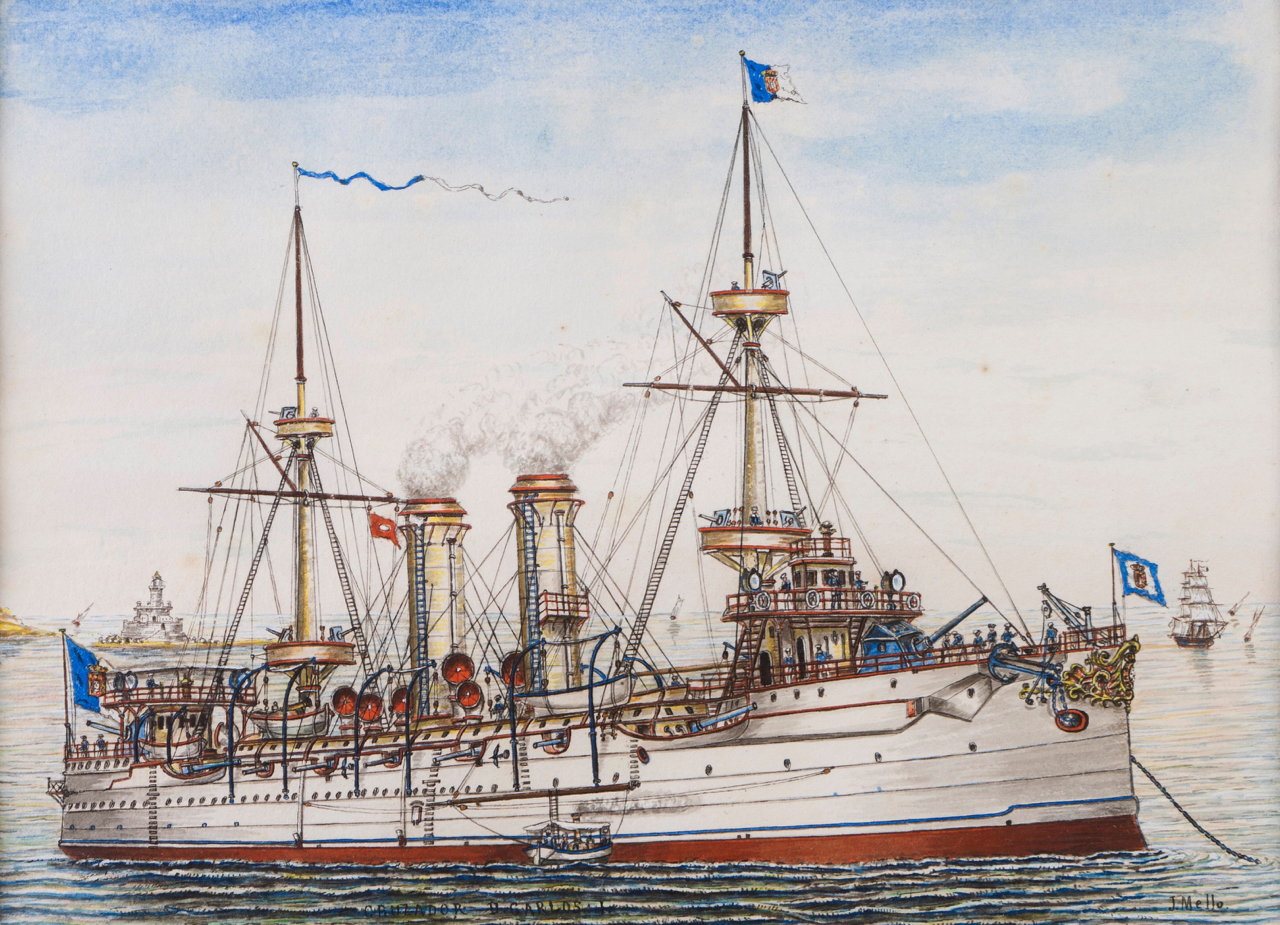
Cruzador protegido português Dom Carlos I - 1898.

Durante o reinado do Rei D. Carlos I foi lançado um programa naval que equipou a Marinha Portuguesa com uma força de cruzadores protegidos. Estes navios - onde se incluía o Dom Carlos I, o maior navio combatente português de sempre - constituíram o núcleo da força oceânica portuguesa, da transição do século XIX para o século XX. Os cruzadores protegidos da Marinha Portuguesa foram:
- São Gabriel - cruzador de 3ª classe, em serviço entre 1897 e 1912;
- São Rafael - cruzador de 3ª classe, em serviço entre 1897 e 1924;
- Rainha Dona Amélia - cruzador de 3ª classe, em serviço entre 1898 e 1915;
- Dom Carlos I - cruzador de 2ª classe, em serviço entre 1898 e 1923.

Além destes, o cruzador Adamastor, em serviço entre 1895 e 1933, também é ocasionalmente referido com cruzador protegido, apesar da sua ligeira blindagem.